# Cuatepixtla
Cuatepixtla är en ort i Mexiko.   Den ligger i kommunen Chalma och delstaten Veracruz, i den sydöstra delen av landet, 210 km norr om huvudstaden Mexico City. Cuatepixtla ligger 206 meter över havet och antalet invånare är 120.
Terrängen runt Cuatepixtla är platt åt nordost, men åt sydväst är den kuperad. Runt Cuatepixtla är det ganska tätbefolkat, med 248 invånare per kvadratkilometer. Närmaste större samhälle är Huejutla de Reyes, 11,0 km söder om Cuatepixtla. Omgivningarna runt Cuatepixtla är en mosaik av jordbruksmark och naturlig växtlighet.